# Bosna (Bedenica)
 Bosna  falu Horvátországban Zágráb megyében. Közigazgatásilag Bedenicához tartozik.

## Fekvése
Zágrábtól 32 km-re északkeletre, községközpontjától  3 km-re északnyugatra a Horvát Zagorje területén a megye északi részén fekszik.

## Története
A falunak 1857-ben 67, 1910-ben 133 lakosa volt. Trianonig Zágráb vármegye Szentivánzelinai járásához tartozott. 2001-ben 112 lakosa volt.

## Külső hivatkozások
Bedenica község hivatalos oldala